# Alessandro Curotto
Alessandro Curotto (Lavagna, 20 gennaio 1913 – ...) è stato un calciatore italiano, di ruolo difensore.

## Carriera
Cresciuto nell'Entella, nel 1935 passa allo Spezia, con cui conquista la promozione in Serie B al termine della stagione 1935-1936; dopo il debutto in Serie B avvenuto nel 1936-1937 disputa tre campionati cadetti, per un totale di 61 presenze, prima della retrocessione in Serie C avvenuta nel 1939.

## Palmarès

### Club

#### Competizioni nazionali
- Serie C: 2

Spezia: 1935-1936, 1939-1940